# Jaroslav Křička
Jaroslav Křička (n. 27 august 1882, Kelč⁠(d), Zlín, Cehia – d. 23 ianuarie 1969, Praga, Cehoslovacia) a fost un compozitor ceh. A participat la o ediție a Jocurilor Olimpice (1936) reprezentând Austro-Ungaria la competiția artistică, în care a câștigat o medalie de bronz.

## Participări
Lista de mai jos prezintă principalele competiții la care a participat Jaroslav Křička de-a lungul carierei.
- competițiile artistice la Jocurile olimpice din 1936[*]